# Trimerotropis irrorata
Trimerotropis irrorata är en insektsart som först beskrevs av Philippi 1863.  Trimerotropis irrorata ingår i släktet Trimerotropis och familjen gräshoppor. Inga underarter finns listade i Catalogue of Life.